# Ізолейцин
Ізолейцин — одна з амінокислот, L-ізомер якої входить до складу білків.
Неполярна амінокислота. Кодується трьома кодонами (AUU, AUC та AUA). 

## Перетворення в організмі
Ізолейцин — незамінна амінокислота (не синтезується в організмі людини).
|                                                     |
| L-Ізолейцин (2S,3S) & D-Ізолейцин (2R,3R)           |
|                                                     |
| L-allo-Ізолейцин (2S,3R) & D-allo-Ізолейцин (2R,3S) |